# Страва у Улици брестова 2: Фредијева освета
Страва у Улици брестова 2: Фредијева освета (енгл. A Nightmare on Elm Street 2: Freddy's Revenge) је амерички хорор филм из 1985. режисера Џека Шолдера у продукцији компаније New Line Cinema, са Марком Патоном, Ким Мајерс, Робертом Раслером и Робертом Инглундом у главним улогама. Наставак је филма Страва у Улици брестова из 1984.
Роберт Инглунд се вратио у улогу Фредија Кругера, док се остали ликови из претходног филма само спомињу. Филм је у поређењу са претходним делом добио знатно лоше критике, али је ипак остварио и зараду од 30 милиона долара. Две године касније снимљен је знатно успешнији наставак под називом Страва у Улици брестова 3: Ратници снова.

## Радња
Прошло је пет година откако је Ненси Томпсон поразила Фредија Кругера и одузела му сву енергију. Након ноћи у којој је убио и њену мајку и дечка пред очима, она је одлучила да прода кућу и одсели се. Продала ју је породици Волш и у њеној некадашњој соби сада је Џеси Волш (Марк Патон). Фреди је у међувремену вратио енергију коју му је Ненси одузела и поново се враћа у сновима деце жељан освете!
Џеси и његова девојка Лиса, покушавају да сазнају како треба да се боре против Фредија из Ненсиног дневника, ког проналазе сакривеног у ормару некадашње Ненсине собе.

## Улоге
| Глумац         | Улога          |
| -------------- | -------------- |
| Марк Патон     | Џеси Волш      |
| Роберт Инглунд | Фреди Кругер   |
| Ким Мајерс     | Лиса Вебер     |
| Роберт Раслер  | Рон Грејди     |
| Клу Гулагер    | Кен Волш       |
| Хоуп Ланг      | Черил Волш     |
| Кристи Кларк   | Анџела Волш    |
| Маршал Бел     | тренер Шнајдер |
| Мелинда О. Фи  | гђа Вебер      |
| Том Макфаден   | Еди Вебер      |
| Сидни Волш     | Кери           |

## Слогани
- Прво име терора се враћа...
- Човек из ваших снова се вратио.
- Неко се враћа у Улицу брестова.